# Shibata Hanae
Shibata Hanae (柴田 華絵, sinh ngày 27 tháng 7 năm 1992) là một cầu thủ bóng đá nữ người Nhật Bản.

## Đội tuyển bóng đá nữ quốc gia Nhật Bản
Shibata Hanae thi đấu cho đội tuyển bóng đá nữ quốc gia Nhật Bản từ năm 2015.

## Thống kê sự nghiệp
| Nhật Bản  | Nhật Bản | Nhật Bản |
| Năm       | Trận     | Bàn      |
| --------- | -------- | -------- |
| 2015      | 1        | 0        |
| Tổng cộng | 1        | 0        |